# Calle de Goya
La calle de Goya o simplemente Goya es una vía madrileña que nació como eje transversal en el conjunto del barrio de Salamanca a mediados del siglo xix. Asciende suavemente de poniente a naciente desde la plaza de Colón, en la Castellana, hasta la calle del Doctor Esquerdo. Fue bautizada así en honor del pintor Francisco de Goya, considerado uno de los máximos exponentes de la pintura española y maestro de la pintura universal.
Junto con las perpendiculares calles de Serrano, Príncipe de Vergara y Velázquez, pasa por ser una de las vías más aristocráticas del distrito de Salamanca, en la capital de España.

## Historia
En su origen, antes de que el político y hombre de negocios José de Salamanca y Mayol, emprendiera la creación del barrio, estuvieron instalados entre las calles de Villanueva y esta de Goya, los Campos Elíseos, uno de los más ambiciosos y estériles jardines de recreo de Madrid del siglo XIX; conjunto lúdico que en la esquina de lo que luego serían las calles de Goya y Velázquez, incluía la modesta plaza de toros aneja a estos jardines, que no sería demolida hasta 1881.
Al crearse la calle, como uno de los ejes principales del barrio de Salamanca, el ayuntamiento colocó en su intersección con la calle Velázquez una estatua obra de Mariano Benlliure, que más tarde se trasladó al Retiro, ante la Casa de Fieras (convertida en biblioteca en 2013), y luego a una de las puertas laterales del Museo del Prado.
En enero de 1873, al final de la actual calle, en el espacio que luego ocupó el Palacio de Deportes de la Comunidad de Madrid, comenzó a construirse la plaza de toros de la Fuente del Berro (también llamada de Goya y de la carretera de Aragón) que se inauguró en la feria de abril del año siguiente. De estilo neomudéjar según proyecto de los arquitectos Emilio Rodríguez Ayuso y Lorenzo Álvarez Capra, fue demolida en 1934.
En el número 1 de esta calle, en el solar ocupado por el Banco Madrid, estuvo hasta finales del siglo xx la Quinta de Bruguera y su vieja casa de campo edificada en 1844, testigo de un paseo de la Castellana bordeado por palacetes. El modesto palacete, que fue propiedad del banquero Narciso Bruguera, se hizo según proyecto de Aníbal Álvarez, que al parecer usó en la composición arquitectónica unas columnas que antes flanqueaban la puerta de la iglesia del Buen Suceso en la Puerta del Sol, demolida en 1854.

## Trayecto
Nace en el inicio del paseo de la Castellana dejando a su derecha los jardines del Descubrimiento y a su izquierda el edificio que ocuparon el cine Carlos III y la discoteca Cleofás. Rebasada Serrano se encuentra el Instituto Beatriz Galindo. Entre las calles Núñez de Balboa y Castelló queda a la derecha el templo parroquial de la Concepción, obra de Eugenio Jiménez Corera de traza neogótica, construida entre 1912 y 1914. En el edificio vecino estuvo el que fuera cine y teatro Goya.

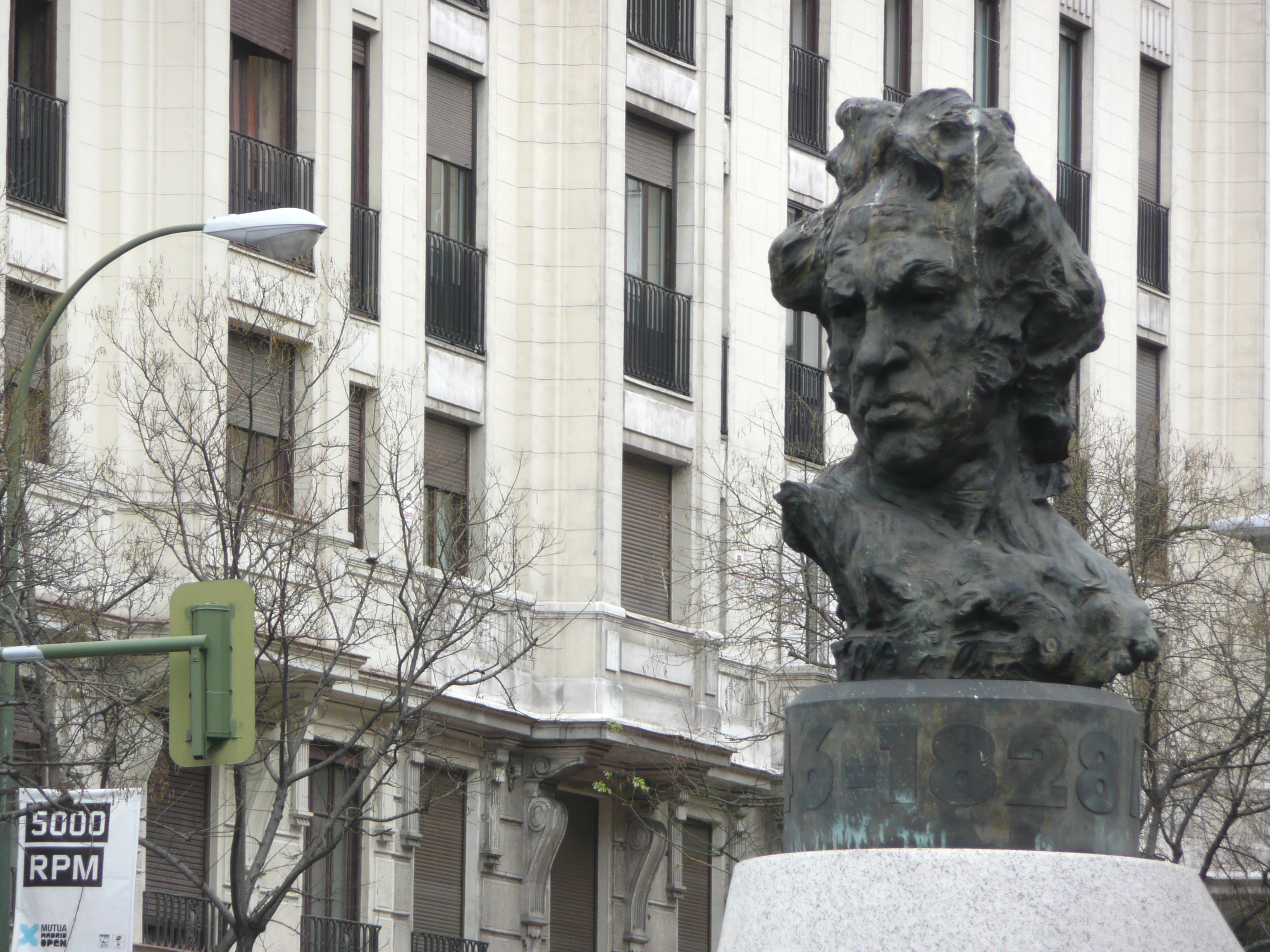
Busto de Francisco de Goya en el cruce de Goya con Alcalá.

Más arriba, Goya hace cota en su intersección con la calle de Alcalá, punto en el que se concentran varios grandes almacenes y locales de diversas de marcas. Adorna la encrucijada comercial desde 1998 un busto de bronce sobre un pedestal de granito, obra de Víctor Ochoa.

## Vecinos ilustres
Nació en esta calle el escritor Federico Carlos Sainz de Robles, en la casa familiar del número 49, y en el número 5 murió el poeta Antonio Grilo (“poeta real” de Alfonso XII de España, que le concedió una pensión vitalicia). También, por su pedigrí o el de la calle, vivieron en sus inmuebles escritores de la primera mitad del siglo xx como Victor de la Serna (número 65), Concha Espina, José Francés, Ricardo León, Rafael Calleja, o músicos como Federico Moreno Torroba o Regino Sáinz de la Maza. También puede mencionarse a ‘vecinos de paso’ como el matrimonio compuesto por Antonio Oliver y Carmen Conde, en la Pensión Valls entre 1945 y 1949.

## Edificios notables

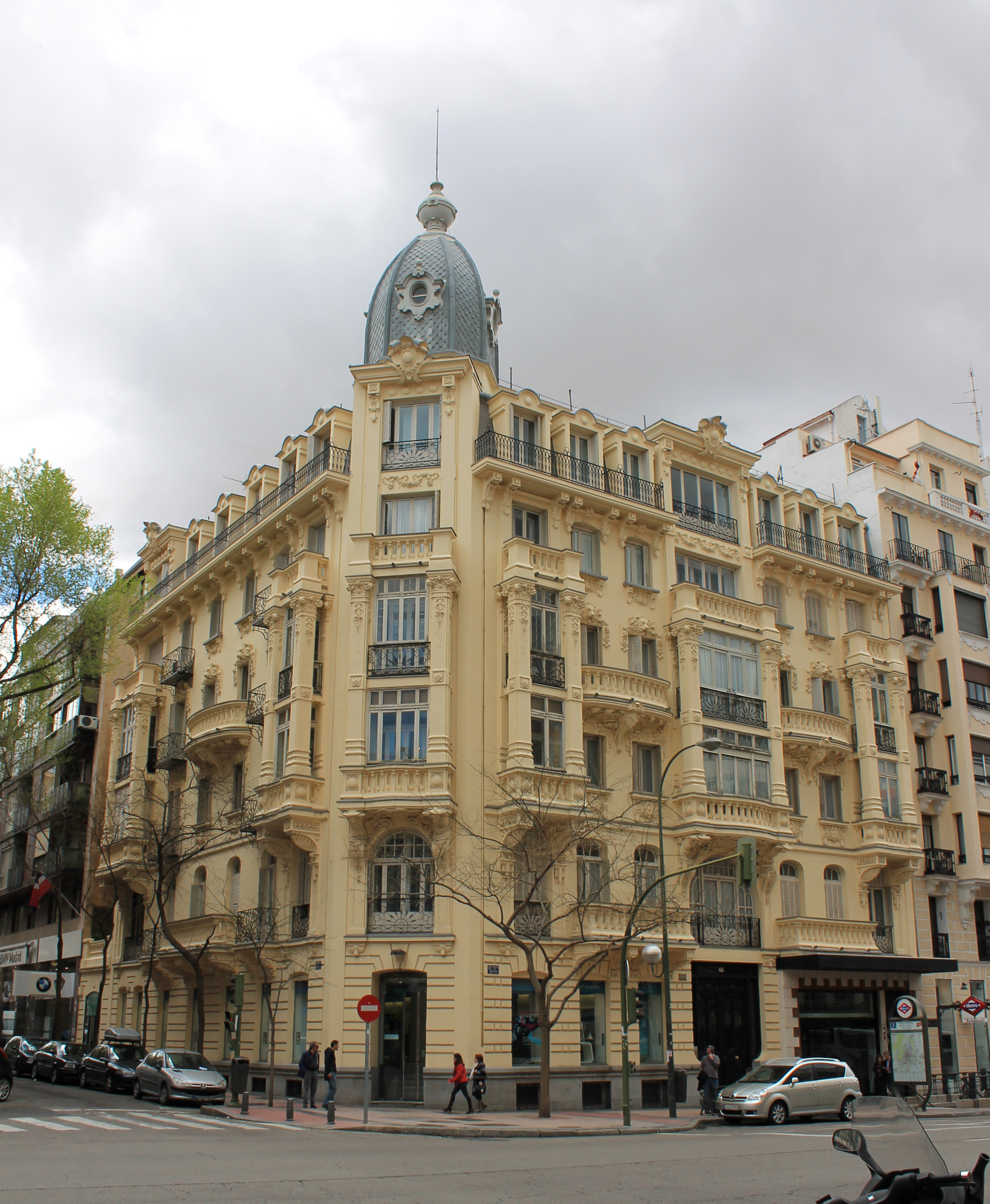
Edificio de viviendas de María de los Ángeles Espeliús, en el número 32, esquina a la calle Castelló.

- El Complejo Carlos III, ocupando los números 5 y 7, obra del arquitecto Luis Gutiérrez Soto entre 1947-1952.[17]
- El edificio Espelíus de viviendas proyectado en 1907 por José Espelius Anduaga y construido de 1907 a 1909. Obra promovida por su hermana María de los Ángeles Espeliús.[18]
- En el número 41, un modesto ejemplo del arquitecto Antonio Palacios.
- El antiguo Cine Vergara (luego cines Conde Duque) en el número 67, obra de Vicente Eced y Eced entre 1948-1949.[19]
- Viviendas para Valentín Ezquerra, en el número 77, esquina a la calle General Pardiñas. Fueron proyectadas en 1920 por Luis Ferrero Tomás y construidas entre 1920 y 1923.
- La Casa de las Bolas, esquina a la calle de Alcalá –en un "chaflán circular de navío"–, obra de Julián Marín entre 1885 y 1895, ampliado por Luis Sanz de los Terreros en 1905 y rehabilitado en 1995-96. En sus bajos se encontraba uno de los locales de la popular Cervecería Santa Bárbara. El torreón, mezcla ‘a la madrileña’ de modernismo y neomudéjar, tiene sus réplicas en la cercana colonia del Madrid Moderno.[20][21]

## Comunicaciones
| Estaciones de Metro   | Serrano, Velázquez y Goya |
| Líneas de autobús EMT | 21 51 53 N1 N3 N4 N5      |